# Kawakami Naoko
Kawakami Naoko (川上 直子, sinh ngày 16 tháng 11 năm 1977) là một cựu cầu thủ bóng đá nữ người Nhật Bản.

## Đội tuyển bóng đá nữ quốc gia Nhật Bản
Kawakami Naoko thi đấu cho đội tuyển bóng đá nữ quốc gia Nhật Bản từ năm 2001 đến 2005.

## Thống kê sự nghiệp
| Nhật Bản  | Nhật Bản | Nhật Bản |
| Năm       | Trận     | Bàn      |
| --------- | -------- | -------- |
| 2001      | 10       | 0        |
| 2002      | 10       | 0        |
| 2003      | 14       | 0        |
| 2004      | 10       | 0        |
| 2005      | 4        | 0        |
| Tổng cộng | 48       | 0        |